# Vale Tudo (2025)
Vale Tudo é uma telenovela brasileira produzida e exibida pela TV Globo desde 31 de março de 2025. Substituiu Mania de Você, sendo a 24.ª "novela das nove" da emissora.
Apesar de ser amplamente referida como um remake pela mídia especializada, trata-se de um reboot da telenovela de mesmo nome, criada e escrita por Gilberto Braga, Aguinaldo Silva e Leonor Bassères, que foi exibida originalmente entre 1988 e 1989. Adaptada por Manuela Dias, com colaboração de Sérgio Marques, Márcio Haiduck, Aline Maia, Pedro Barros, Cláudia Gomes e Luciana Pessanha. Conta com a direção de Isabella Teixeira, Augusto Lana, Fábio Rodrigo, Matheus Senra e Thomaz Cividanes, sob a direção geral de Cristiano Marques e direção artística de Paulo Silvestrini.
Conta com Taís Araújo, Bella Campos, Renato Góes, Cauã Reymond, Débora Bloch, Paolla Oliveira, Alexandre Nero e Humberto Carrão.

## Enredo
Num cenário marcado por desigualdades, corrupção e ambições desenfreadas, a guia de turismo Raquel Accioli (Taís Araújo), uma mulher íntegra e de origem humilde, se muda para a casa do pai, Salvador (Antonio Pitanga) em Foz do Iguaçu, após se separar do ex-marido, o músico Rubinho (Júlio Andrade). Em sua companhia, está sua filha, Maria de Fátima Accioli (Bella Campos), uma jovem fria e inescrupulosa que abomina a pobreza e almeja ser rica e bem-sucedida a qualquer custo. Quando Salvador morre, Maria de Fátima vende o único imóvel da família, que está em seu nome, sem comunicar à mãe e se muda para o Rio de Janeiro com o objetivo de alcançar a ascensão social, se infiltrando na classe nobre da cidade. Após descobrir o paradeiro da filha, Raquel parte para o Rio à procura da jovem, onde conhece o administrador de empresas Ivan (Renato Góes), por quem se apaixona. Os dois constroem uma relação e Raquel começa a vender sanduíches na praia.
Enquanto Raquel batalha honestamente para sobreviver e crescer na vida, Maria de Fátima se alia ao modelo e garoto de programa César Ribeiro (Cauã Reymond), um mau-caráter que a estimula a seduzir o jovem Afonso Roitman (Humberto Carrão), um dos herdeiros mais ricos do país e filho da poderosa empresária Odete Roitman (Débora Bloch), diretora da companhia aérea Transcontinental Airlines (TCA), que se acha superior a todos e odeia morar no Brasil. Com isso, Maria de Fátima se faz passar por amiga da namorada de Afonso, a produtora de conteúdo Solange Duprat (Alice Wegmann), para lhe roubar o namorado e conseguir se tornar uma mulher da alta sociedade. A família só não esperava o retorno de Odete ao país após uma temporada no exterior. Arrogante, preconceituosa e autoritária, Odete manipula a vida dos filhos e humilha todos os subordinados e pessoas de classe inferior que a sua. Quem mais sofre com as atitudes da mãe é Heleninha Roitman (Paolla Oliveira), uma artista plástica insegura e desequilibrada, que vê sua carreira ruir ao se entregar ao alcoolismo, prejudicando seu relacionamento com a família e com o filho, o jovem Tiago (Pedro Waddington), fruto de seu relacionamento passado com o mau-caráter Marco Aurélio (Alexandre Nero), braço-direito de Odete na TCA.

### Tramas paralelas
Celina e sobrinhos
Como Odete nunca teve tempo nem paciência para a maternidade, coube à sua irmã, Celina Junqueira (Malu Galli), criar Afonso, Heleninha e o filho mais velho, morto tragicamente num acidente de carro. Viúva e sem filhos, Celina vive uma vida tranquila e dedica o tempo que tem de sobra ao cuidado dos jardins da casa, artes plásticas e aos trabalhos sociais. Sempre presente e permissiva com os sobrinhos, faz todas as vontades de Afonso e Heleninha para compensar a ausência dos pais na vida deles e, para isso, conta com a ajuda de Eugenio (Luis Salem), mordomo da família, que está sempre pronto para servir e cuidar dos seus patrões.
Agência Tomorrow
A agência Tomorrow, é uma das maiores agências de marketing e conteúdo da América Latina, e é comandada por uma equipe talentosa, cujas relações e ambições moldam grande parte da história. O fundador da agência, Renato Filipelli (João Vicente de Castro), mantém uma boa sintonia e compartilha o foco no trabalho com sua a diretora de criação Solange Duprat. Na agência ainda trabalham a secretária Marieta (Cacá Ottoni), a assistente de produção Suzana (Bruna Aiiso), e o o assistente de direção Sardinha (Lucas Leto), fiel escudeiro e amigo inseparável de Solange com quem divide o apartamento. Apesar de Solange ser muito dedicada à agência e só pensar em trabalhar, ela se apaixona e começa a namorar Afonso Roitman, e vê sua vida profissional se entrelaçar com a vida pessoal. Mais tarde aparece ainda Mário Sérgio (Thomás Aquino) e sua entrada na agência, onde assume o cargo de chefe de Solange, vai gerar muita tensão e química, desencadeando rivalidade com Afonso.
Família Meireles
Pai de Ivan, Bartolomeu  Meireles (Luís Melo) é um jornalista “das antigas”, cheio de credibilidade e sempre com um bom conselho na ponta da língua, é uma figura de respeito e moral dentro da trama, e sua experiência de vida serve como um guia para Ivan. Está casado há dez anos com Eunice (Edvana Carvalho), uma costureira muito requisitada no mundo da moda e do audiovisual, e extremamente amorosa com o marido, com a filha Fernanda (Ramille), uma tímida estudante de veterinária apaixonada por animais, e com o neto do marido Bruno, que mora com a mãe Leila na casa do ex-sogro. Quando o jornal em que trabalha fecha, Bartolomeu se vê sem emprego e sem esperança de se recolocar  no mercado por conta da idade.
Família Galhardo
Consuelo Galhardo (Belize Pombal) e Jarbas Galhardo (Leandro Firmino) vivem um casamento leve, dinâmico e cheio de brincadeiras e são pais do cativante André (Breno Ferreira) e da estudante de direito Daniela (Jéssica Marques). Jarbas trabalha nas ruas como motorista de aplicativo enquanto a esposa trabalha como primeira secretária de Marco Aurélio, onde entrega um serviço impecável. A matriarca da família é extremamente organizada e tem a disciplina como marca registada na família, sem, contudo, deixar de ser extremamente afetuosa, e brincalhona dentro de casa.
Quatro amigos da Vila Isabel
Ao chegar no Rio de Janeiro Raquel é acolhida na casa de Aldeíde (Karine Teles) e Audálio (Matheus Nachtergaele), também chamado de "Poliana", por ser um cara bondoso, boa praça, que está sempre de bom humor e só vê o lado bom das coisas. Sua irmã Aldeíde é uma mulher engraçada, divertida, romântica e ingênua que vive em busca do príncipe encantado, apesar de estar conformada em ter “ficado pra titia”. Ela trabalha como secretária na TCA ao lado da amiga e vizinha Consuelo, mas ao contrário da amiga, não consegue fazer um trabalho impecável. Os quatro se tornam grandes amigos.
Cecília e Laís
Cecília (Maeve Jinkings) é uma advogada ambientalista que atua em apoio às causas ecológicas que envolvem terras de reservas e tráfico de animais. Criada em uma família de classe média no Rio de Janeiro, Cecília é irmã de Marco Aurélio e casada com Laís (Lorena Lima), com quem administra uma pousada em Paraty, na Costa Verde do Rio de Janeiro. O casal entrará com um processo de adoção de uma criança.

## Elenco
| Intérprete             | Personagem                         |
| ---------------------- | ---------------------------------- |
| Taís Araújo            | Raquel Gomes Acioli                |
| Bella Campos           | Maria de Fátima Acioli             |
| Renato Góes            | Ivan Meireles                      |
| Cauã Reymond           | César Ribeiro                      |
| Débora Bloch           | Odete Almeida Roitman              |
| Paolla Oliveira        | Helena Almeida Roitman (Heleninha) |
| Alexandre Nero         | Marco Aurélio Cantanhede           |
| Humberto Carrão        | Afonso Almeida Roitman             |
| Alice Wegmann          | Solange Duprat                     |
| Malu Galli             | Celina Aguiar Junqueira            |
| João Vicente de Castro | Renato Fillipeli                   |
| Carolina Dieckmmann    | Leila Castro Cantanhede            |
| Matheus Nachtergaele   | Audálio Candeias (Poliana)         |
| Karine Teles           | Aldeíde Candeias                   |
| Belize Pombal          | Consuelo Galhardo                  |
| Luís Melo              | Bartolomeu Meireles                |
| Edvana Carvalho        | Eunice Meireles                    |
| Maeve Jinkings         | Cecília Cantanhede                 |
| Lorena Lima            | Laís Amorim                        |
| Thomás Aquino          | Mário Sérgio Paranhos              |
| Lucas Leto             | Fabiano Saldanha (Sardinha)        |
| Ricardo Teodoro        | Olavo Jardim / Ernesto Alencar     |
| Pedro Waddington       | Tiago Augusto Roitman Cantanhede   |
| Ramille                | Fernanda Meireles                  |
| Breno Ferreira         | André Galhardo                     |
| Ingrid Gaigher         | Lucimar da Silva                   |
| Thiago Martins         | José Vasco da Silva (Vasco)        |
| Luís Salém             | Eugênio Albuquerque                |
| Luís Lobianco          | Sebastião Freitas (Freitas)        |
| Letícia Vieira         | Gilda                              |
| Leandro Firmino        | Jarbas Galhardo                    |
| Jéssica Marques        | Daniela Galhardo                   |
| Licínio Januário       | Luciano                            |
| Bruna Aiiso            | Suzana                             |
| Cacá Ottoni            | Marieta                            |
| Leandro Léo            | Pascoal                            |
| Bernardo Velasco       | Igor                               |
| Fernanda Botelho       | Marina                             |
| Fátima Patrício        | Deise                              |
| Miguel Moro            | Bruno Castro Meireles              |
| Rafael Fuchs           | Jorge da Silva (Jorginho)          |
| Luara Telles           | Sarita Cantanhede                  |
| Arieta Corrêa          | Drª. Ana                           |

### Participações especiais
| Intérprete         | Personagem                |
| ------------------ | ------------------------- |
| Júlio Andrade      | Rubens Acioli (Rubinho)   |
| Antônio Pitanga    | Salvador Gomes            |
| Guilherme Magon    | Leonardo Roitman          |
| Teca Pereira       | Nice                      |
| Samantha Jones     | Ana Clara                 |
| Leandro Lima       | Walter Pereira            |
| Caco Ciocler       | Esteban                   |
| Herson Capri       | Laudelino dos Montes      |
| Rhaisa Batista     | Cláudia                   |
| Maria Padilha      | Laurita Vargas            |
| Felipe Ricca       | Carlos                    |
| Ywyzar Guajajara   | Flávia                    |
| Julianne Trevisol  | Milena                    |
| Ricardo Vianna     | Marlon                    |
| Vera Zimmermann    | Bel                       |
| Simone Soares      | Melânia Duarte            |
| Samuel Melo        | Franklin                  |
| Thelmo Fernandes   | Santana                   |
| Ângelo Rodrigues   | Martin Castrovilli        |
| Rejane Faria       | Marisa                    |
| Rafael Baronesi    | Rodolfo                   |
| Ingrid Conte       | Isabela                   |
| Vinícius Redd      | Heitor                    |
| Fernanda Marques   | Vera                      |
| Breno da Matta     | Otávio                    |
| Laura Henriques    | Maria de Fátima (criança) |
| Luiz Bertazzo      | Gervásio                  |
| Alexandre Mofati   | Gustavo Cortinelo         |
| Manoel Madeira     | Bernardo                  |
| Nataly Rocha       | Dalva                     |
| Álvaro Bizinela    | Christian Günther         |
| Higor Campagnaro   | Marcondes                 |
| Danilo Sacramento  | Rogério                   |
| Cláudia Ohana      | Ela mesma                 |
| Alok               | Ele mesmo                 |
| Hugo Gloss         | Ele mesmo                 |
| Gabriela Prioli    | Ela mesma                 |
| Maria Gadú         | Ela mesma                 |
| Luedji Luna        | Ela mesma                 |
| Carol Trentini     | Ela mesma                 |
| Mart'nália         | Ela mesma                 |
| Blogueirinha       | Ela mesma                 |
| Gil do Vigor       | Ele mesmo                 |
| Valentina Bandeira | Ela mesma                 |
| Iza                | Ela mesma                 |
| Marina Ruy Barbosa | Ela mesma                 |
| Sandy              | Ela mesma                 |
| Bárbaro Xavier     | Chaveiro                  |

## Produção
Em 7 de agosto de 2023, o colunista Valmir Montarelli, da revista Veja, anunciou que a TV Globo estaria planejando um reboot de Vale Tudo (1988–89), trama criada e escrita por Gilberto Braga, Aguinaldo Silva e Leonor Bassères, para a faixa das nove em comemoração aos 60 anos da emissora e os 75 anos da televisão brasileira. Além disso, Vale Tudo seria o terceiro remake do horário das nove e o quarto da década de 2020, depois de Pantanal (2022), Elas por Elas (2023) e Renascer (2024). Em 26 de agosto de 2023, a Globo confirmou o nome de Manuela Dias para ser a autora responsável pela adaptação da trama, confirmando a novela na fila das nove para o primeiro semestre de 2025, vindo logo após Mania de Você, de João Emanuel Carneiro.  A nova versão também atende a uma necessidade do canal, uma vez que as imagens da trama original estariam muito desfasadas para os dias atuais, o que impossibilitou uma possível re-reprise em 2022 como substituta de O Clone no Vale a Pena Ver de Novo e a sua exportação no mercado estrangeiro. Originalmente, Vale Tudo estava programada para ser uma produção exclusiva do Globoplay com 60 capítulos e seria readaptada por Lucas Paraizo.
Para assumir a direção da trama, Paulo Silvestrini foi o escolhido após o sucesso de Vai na Fé, enquanto Sérgio Marques, autor que já trabalhou em muitas novelas de Braga, foi recontratado para auxiliar nos roteiros.

### Gravações
As gravações tiveram início em 25 de novembro de 2024, com as primeiras cenas sendo produzidas em Foz do Iguaçu nas Cataratas do Iguaçu.

### Escolha do elenco
Cauã Reymond foi o primeiro nome anunciado no elenco como o intérprete do gigolô César, interpretado originalmente por Carlos Alberto Riccelli. Na sequência, Taís Araújo foi confirmada como a intérprete da protagonista Raquel, encabeçado originalmente por Regina Duarte, após o convite do diretor artístico da trama Paulo Silvestrini e do diretor do núcleo de teledramaturgia da emissora José Luiz Villamarim. Inicialmente, Adriana Esteves estava cotada para o papel, visando repetir a parceria com a autora Manuela Dias após Justiça e Amor de Mãe, porém a atriz foi escalada com antecedência para um dos papéis centrais da trama antecessora, Mania de Você, impossibilitando sua entrada na obra. Para interpretar a antagonista Maria de Fátima, foram realizados vários testes de elenco com várias atrizes com a coordenação de Araújo, entre elas Bella Campos, Julia Dalavia, Giullia Buscacio, Theresa Fonseca, Valentina Herszage, Larissa Bocchino, Letícia Vieira e Heloísa Honein, enquanto nomes como Clara Moneke, Klara Castanho, Larissa Manoela e Maisa Silva foram mencionadas pela imprensa como possíveis cotadas para o papel. Inicialmente, foi noticiado que a produção teria descartado uma atriz negra para o papel e visando escalar uma atriz branca, pelo fato da antagonista Odete Roitman, interpretada por Beatriz Segall na obra original, ser uma mulher com vários preconceitos e que nunca permitiria que seu filho Afonso, - interpretado na nova versão por Humberto Carrão e originalmente por Cássio Gabus Mendes - se casasse com uma mulher negra. Em seguida, foi noticiado que Dalavia era a favorita da produção para assumir o papel, pois a atriz teria se destacado nos testes de elenco, porém, posteriormente foi anunciado que Campos foi escolhida para o papel.
Para interpretar Odete Roitman, algumas atrizes que participaram da primeira versão foram mencionadas pela imprensa como possíveis cotadas, sendo elas Glória Pires, Cássia Kis e Renata Sorrah, enquanto outras atrizes como Nany People, Malu Galli, Natália do Vale, Selma Egrei e Débora Bloch foram cogitadas para o papel. Inicialmente, foi anunciado que Pires chegou a ser a convidada para interpretar a vilã, porém teria recusado após solicitar um cachê total de R$ 2 milhões, enquanto a emissora teria oferecido R$ 375 mil para toda a obra, valor considerado muito abaixo das expectativas da atriz, no entanto, Pires negou os rumores em suas redes sociais, afirmado que não foi convidada ou solicitada para está no elenco da nova versão. No entanto, em uma matéria do jornal Extra, foi noticiado que a atriz Fernanda Torres estaria praticamente cotada para o papel, o que marcaria o seu retorno às telenovelas em vinte e quatro anos desde uma participação especial em As Filhas da Mãe (2001) e em um papel fixo em novelas desde Selva de Pedra (1986), trinta e nove anos atrás. Segundo Amauri Soares, diretor-geral da emissora, a atriz escolhida para ser a Odete estaria sob sigilo atendendo a um dos requisitos enquanto estava em fase de finalização do contrato e também não passaria por testes. Posteriormente, Torres teria aceitado o convite para o papel. Mas, o convite teve que ser desfeito já que a atriz encontra-se empenhada na divulgação do filme Ainda Estou Aqui que representa o Brasil na disputa do Oscar 2025 de Melhor Filme Internacional, e com isso, não teria tempo de se dedicar a novela. Substituindo Fernanda, a Globo optou por colocar Bloch em seu lugar, emendando a sua terceira vilã seguida em telenovelas depois de interpretar Deodora em Mar do Sertão (2022–23) e No Rancho Fundo (2024).
Para o papel da jornalista Solange, interpretada por Lídia Brondi na versão original, também foram realizados testes de elenco com oito atrizes, sendo elas Sophie Charlotte, Alice Carvalho, Eli Ferreira, Giovana Cordeiro, Ramille, Yara Charry, Jeniffer Dias e Larissa Nunes, sendo que Ramille acabou ocupando o posto, após seu ótimo desempenho em Família É Tudo. No entanto, houve uma troca de atores e Ramille foi deslocada para interpretar Fernanda, personagem de Flávia Monteiro na versão original, enquanto Alice Wegmann foi escalada para interpretar Solange. Para o papel de Heleninha, encabeçada por Sorrah na primeira versão, Marjorie Estiano foi o primeiro nome escalado, sendo que a atriz não necessitaria de testes, porém o convite foi negado sem explicações. Leandra Leal chegou a ser cogitada na sequência, mas acabou sendo descartada por conta da gravidez da atriz. Em seguida, Bárbara Paz, Carolina Dieckmann, Grazi Massafera, Alinne Moraes e Débora Falabella foram escaladas para fazerem testes, sendo que Dieckmann foi selecionada e confirmada no papel, enquanto Falabella acabou sendo reservada para outro papel ainda não revelado. Posteriormente, também houve uma troca de atores, onde Paolla Oliveira foi escalada para interpretar Heleninha após seu ótimo desempenho em Justiça 2, enquanto Dieckmann foi realocada para interpretar Leila, personagem de Kis na obra original.
Em paralelo, Murilo Benício estava sendo cotado para interpretar o antagonista Marco Aurélio, encabeçado por Reginaldo Faria originalmente, enquanto Renato Góes, Thiago Lacerda e Daniel de Oliveira fizeram testes para interpretar Ivan, par romântico da protagonista Raquel e interpretado por Antônio Fagundes na versão original, sendo que Góes acabou ficando com o papel, assim como Alexandre Nero ficou com o vilão Marco Aurélio. Além disso, a Globo também havia desejado inicialmente a presença de Lázaro Ramos no elenco no papel de Ivan, visando repetir a parceria com a sua esposa, Taís Araújo, assim como houve em Cobras & Lagartos (2006) e Mister Brau (2015–18), mas as negociações seriam inviáveis, já que o ator possuía um contrato de exclusividade com a Amazon. À pedido da autora, Nanda Costa foi convidada para realizar testes para as personagens Laís e Aldeíde, interpretadas originalmente por Cristina Prochaska e Lília Cabral, respectivamente, visando retomar a parceria com a atriz desde Amor de Mãe e Justiça 2, porém as negociações para Costa integrar o elenco ainda estavam em fase final. Outro nome que entrou no alvo da emissora foi do humorista Paulo Vieira, o que marcaria a sua estreia em telenovelas, apesar de haver alguns empecilhos como os projetos próprios Avisa Lá Que Eu Vou e Pablo & Luizão. No entanto, por conta dos trabalhos citados, Vieira recusou o convite. A Globo também havia tentado convencer Lídia Brondi a fazer uma participação especial na trama, mas a ex-atriz e atual psicóloga também recusou o convite.
Parte principal do elenco foi confirmado no Upfront 2025 da Globo, evento que visa atrair atenção do mercado publicitário para seus conteúdos do ano seguinte. Nomes já cogitados como Malu Galli, Belize Pombal, Luis Salém e Júlio Andrade foram confirmados no elenco e Karine Teles, que não chegou a ser mencionada nas notícias, também foi oficializada.
Nomes também citados incluem o de Pedro Waddington, estreante em novelas e filho de Helena Ranaldi, ficando com Tiago Roitman Cantanhede. Edvana Carvalho e Luís Melo acabaram sendo confirmados como Eunice e Bartolomeu Meireles, marcando o retorno de Melo à dramaturgia desde O Outro Lado do Paraíso (2017–18). Matheus Nachtergaele foi convidado para interpretar Poliana, papel que originalmente seria de Paulo Vieira. Maeve Jinkings foi sondada para interpretar Laís. Filho de Adriana Esteves, Felipe Ricca foi convidado para integrar o elenco da trama, assim como Thiago Martins foi escolhido para ser o intérprete de Vasco.

### Mudanças e curiosidades
Em comparação com a primeira versão, a história sofreu algumas modificações. Uma delas seria na cena da agressão de Raquel, sendo gravado dois finais alternativos para o primeiro capítulo. O primeiro manteria o desfecho da história original, em que a protagonista é agredida e fugiria, enquanto que no segundo, a mocinha revidaria a violência sofrida antes de partir. Os dois encerramentos passariam por uma avaliação interna antes de ir ao ar.
A empregada de Bartolomeu, Maria José, interpretada originalmente por Zeni Pereira, foi retirada do remake, com o núcleo humorístico sofrendo algumas alterações.
Em 1988 Consuêlo e Jarbas, vividos por Rosane Gofman e Stepan Nercessian, eram irmãos. Agora, nessa versão são um casal, e os antes sobrinhos acolhidos depois que os pais morreram, agora se tornam filhos do casal. Outra mudança do remake é o perfil de Eunice, interpretada originalmente por Íris Bruzzi, que antes era uma dona de casa, e agora se torna numa costureira renomada.
Na versão de 1988, Lala Deheinzelin e Cristina Prochaska interpretaram o casal Cecilia e Laís, mas na época, a Divisão de Censura de Diversões Públicas (DCDP) ordenou o corte de muitas cenas do casal, assim a trama das duas que tinha o objetivo de trazer à tona o debate sobre os direitos a herança de casais homoafetivos, ficou confusa para o público já que Cecília e Laís não eram explicitamente um casal. Agora, Manuela Dias terá a chance de trazer uma nova abordagem para esse tema, já que na nova versão, as duas serão casadas oficialmente e já não poderá haver essa questão da luta por herança visto que a situação jurídica no Brasil hoje em dia é completamente diferente de 1988 e a união homoafetiva é legalizada.
Para interpretar a vilã Odete Roitman, a Globo havia solicitado à Débora Bloch o seu isolamento, evitando aparições públicas para manter o suspense quanto ao visual da personagem, que seria inspirado na atriz britânica Tilda Swinton. As primeiras imagens de Bloch como Odete foram divulgadas no dia 24 de fevereiro de 2025.
Poliana se revelou assexual. Em 1988, na versão original, Poliana era heterossexual e vivia romance com Íris, interpretada por Cristina Galvão.
Na abertura do capítulo 97, exibida em 21 de julho, foi usada a versão de "Brasil" na voz de Preta Gil. A homenagem foi prestada à cantora um dia após o seu falecimento. Gal Costa, a voz da versão original, era madrinha de Preta.

## Exibição

### Divulgação
O primeiro trailer foi marcado para ir ao ar no dia 24 de fevereiro de 2025, durante o primeiro intervalo comercial de Mania de Você. Um dia antes, os atores da novela convidaram o público a acompanhar a divulgação, acompanhado de um trecho final da música Brasil, na voz de Gal Costa, sendo esse o tema de abertura da primeira versão.
No dia 26 de março de 2025, cinco dias antes da estreia, a Globo utilizou suas redes sociais para divulgar a abertura oficial da novela, algo jamais visto na teledramaturgia da emissora. Nessa versão, a emissora manteve as referências da produção de 1988, mas sem as imagens congeladas dos protagonistas, encerrando com um trecho de Gal Costa cantando Brasil em um show, acompanhada das fotos dos telespectadores. No dia 29 de março, o ator Cauã Reymond esteve na casa do Big Brother Brasil 25 e exibiu com exclusividade o primeiro capítulo da novela para os participantes da edição.

## Repercussão

### Audiência
O primeiro capítulo registrou 24,3 pontos, pico de 25,1 e share de 39,3% segundo dados consolidados da Kantar IBOPE Media, referentes à Região Metropolitana de São Paulo, elevando em 9% os índices do horário das nove, apesar de ter sido a segunda estreia menos assistida do horário em comparação a outros títulos. O segundo capítulo registrou 23,5 pontos, ficando dentro da estabilidade do horário, apesar da concorrência contra os momentos decisivos de Força de Mulher. Em seu sexto capítulo registrou 19,2 pontos. Ao longo da primeira semana, acumulou 22,2 pontos, tendo um status de estabilidade no horário das nove e aumentado os índices em 5%, apesar de ter ficado abaixo das expectativas da Globo, que esperava uma elevação maior.
No entanto, a novela começou a sofrer queda em seus índices nas semanas seguintes, chegando a oscilar entre 20 e 22 pontos, além de atingir em pouquíssimas vezes as médias entre 23 e 24 pontos, sendo também superada pela reta final da novela das sete, no caso, Volta por Cima, e pelos primeiros capítulos de Dona de Mim, chegando até a ser batida pela estreia da novela citada no dia 28 de abril, quando registrou apenas 20,8 pontos com a esperada chegada de Odete Roitman (Débora Bloch) ao Brasil. No dia 6 de maio bateu recorde negativo com 18,9 pontos e share de 30,8%.
Além de São Paulo, a novela também foi perdendo audiência em parte do país, principalmente no Rio de Janeiro, Salvador e Recife, praças mais fortes da Globo, quando passou a ser batida por outras novelas como Dona de Mim, Garota do Momento e até mesmo pelas reprises vespertinas como a reta final de Tieta e os primeiros capítulos de A Viagem, sendo o caso registrado na capital pernambucana no dia 15 de maio, com Tieta registrando 30 pontos e Vale Tudo com 23, e na capital baiana quando empatou com A Viagem registrando 24 pontos. Na semana de 12 a 17 de maio, Vale Tudo sequer chegou a assumir a primeira posição do ranking dos 10 programas mais assistidos no Painel Nacional Televisivo (PNT), considerando as 14 capitais brasileiras, além de Campinas, sendo superada até mesmo pelos telejornais locais.
Impulsionada pelo jogo entre Brasil e Paraguai pelas Eliminatórias da Copa do Mundo FIFA de 2026, que garantiu a classificação da seleção brasileira para o mundial de seleções, a novela registrou 24,7 pontos no dia 10 de junho, sendo esse o seu primeiro recorde desde o segundo capítulo após oscilar entre 21 e 23 pontos durante um bom tempo. Com a exibição da esperada cena do embate entre Raquel e Maria de Fátima antes do casamento com Afonso, a trama registrou 25,2 pontos no dia 7 de julho, superando seu recorde anterior.
Após o recorde citado e aproveitando a sequência de "capítulos especiais" até a chegada do casamento de Afonso e Maria de Fátima, atrelada a forte divulgação durante o período da Copa do Mundo de Clubes FIFA e com o fim de Força de Mulher, a novela viu seus índices aumentarem, passando a registrar médias na casa dos 24 pontos, tendo um dos maiores crescimentos da faixa desde Terra e Paixão (2023–24). No dia 14 de julho bateu novo recorde com 25,6 pontos, mantendo a linha de crescimento. Em 12 de agosto registrou 25,9 pontos e pico de 26,9 levando ao ar as cenas dos efeitos da maionese "batizada", fruto de uma armação de Odete Roitman. No dia 18 registrou 27,6 pontos e pico de 29 com o momento em que Maria de Fátima cai da escadaria do Theatro Municipal do Rio de Janeiro.

### Crítica
Comentando a estreia na Folha de S.Paulo, Silas Martï avaliou com 4/5 estrelas destacando em sua crítica que a novela "atinge equilíbrio entre o passado e o presente". Também comentando o capítulo 1, Thiago Nolla, do CinePOP destacou que a novela "é surpreendente e usa e abusa do talento de Taís Araújo."
No entanto, apesar dos elogios no início, a novela não escapou das inúmeras comparações com a versão original, que apontaram a diferença de tratamento e atuação entre as personagens de Taís Araújo com Regina Duarte, Bella Campos com Glória Pires e Débora Bloch com Beatriz Segall. As alterações no texto de Manuela levaram a alguns debates e também críticas pela leveza exagerada, o tom cômico em cenas sérias e a tentativa de "mascarar" o Brasil "real", o que não havia na versão de 1988.
Nesse sentido, a análise de Maurício Stycer, publicada pela Folha de S. Paulo, reforça essa leitura ao apontar que a nova Vale Tudo suaviza o contraste entre ricos e pobres, apresentando o conflito de classes como algo naturalizado e distante das tensões sociais contemporâneas. Stycer observa que a ostentação da riqueza e a representação da miséria são discretas ou praticamente inexistentes, com personagens ricos vivendo em mansões idealizadas e os pobres situados em cenários que não expressam as dificuldades sociais e econômicas do país. Embora a autora da adaptação tenha afirmado que sua intenção era atualizar a história para os tempos atuais, o crítico argumenta que essa atualização se limita à inclusão de temas como empoderamento feminino e representação racial, mantendo, no entanto, uma abordagem superficial da realidade brasileira e esvaziando o potencial crítico que caracterizava a obra original.

### Controvérsias

#### Mudança na personalidade de Odete Roitman
Durante uma entrevista de Manuela Dias à coluna F5/Outro Canal da Folha de S.Paulo, a autora principal anunciou que a nova versão de Vale Tudo teria uma abordagem mais atual e que por conta disso, alguns diálogos seriam modificados, incluindo até mesmo uma mudança drástica no comportamento de Odete Roitman. Segundo Dias, "falar mal do Brasil não é mais legal" e o fato da vilã criticar o país na versão original, acabou sendo interpretado como um suposto movimento revolucionário para a época.
Tal depoimento de Manuela repercutiu negativamente nas redes sociais faltando pouco menos de cinco meses para a estreia oficial da novela. Rebatendo as críticas, Dias postou duas imagens em seu Instagram com os dizeres "Desculpe o transtorno, estamos trabalhando para sua comodidade” e “Odete é Odete”. A Globo optou por não se pronunciar publicamente sobre as falas da autora e recomendou ao elenco que não repercutisse qualquer crítica negativa em relação à novela, regra essa que chegou a ser aplicada em Família É Tudo por conta das polêmicas dos bastidores.

#### Comportamento de Cauã Reymond
Segundo uma matéria publicada pela revista Veja no dia 14 de abril de 2025, o ator Cauã Reymond teria discutido com Bella Campos no estacionamento dos Estúdios Globo. De acordo com a matéria, Reymond teria criticado a atuação de Campos em uma das cenas e por conta disso, Bella teria feito uma reclamação ao diretor Paulo Silvestrini ao compliance da Globo, acusando o ator de machismo. Além disso, Bella não seria a única a ter problemas com Cauã nos sets. Outra reclamação vazada é de que ele teria discutido também com Humberto Carrão por ter tocado nele enquanto conversavam e quase houve um princípio de agressão entre os dois.
A Globo optou por não se pronunciar publicamente sobre a polêmica. Além disso, Cauã informou em nota ao jornal Folha de S. Paulo que procurou a direção para conversar depois e tudo havia sido esclarecido, além de ter enviado flores à apresentadora Ana Maria Braga. Mas, no dia 17 de abril, as gravações de alguns blocos de cenas acabaram sendo suspensas após Bella Campos ter tido uma crise de choro, ter se recusado a contracenar com Cauã e se pronunciar a favor deste, levando a situação ao diretor dos Estúdios Globo, Amauri Soares.
Após longas rodadas de reuniões para conciliação e com os constantes boatos de comportamento abusivo de Reymond em produções anteriores, além dos pedidos não atendidos para deixar a novela, o diretor Paulo Silvestrini decidiu assumir as rédeas da situação e passou a dirigir as cenas dos dois atores citados, resolvendo o entrave quando a dupla voltou a contracenar junta no dia 22 de abril. Enquanto acontecia a crise, algumas cenas de Maria de Fátima e César foram gravadas por dublês.

#### Queixas na plataformaReclame Aqui
O remake de Vale Tudo gerou diversas reações negativas, principalmente por meio da plataforma Reclame Aqui, onde telespectadores expressaram insatisfação com a adaptação.
Uma das manifestações mais duras foi publicada sob o título "Remake de 'Vale Tudo' ofende a inteligência do público", repercutida pelo jornalista Ricardo Feltrin. Nela, um telespectador anônimo classificou a nova versão como uma “caricatura frouxa” da obra original, afirmando que o texto, assinado por Manuela Dias, teria esvaziado o conteúdo crítico e sociopolítico da trama e substituído sua densidade dramática por um “exercício de wokenismo vazio, panfletário e deslumbrado”. A crítica apontava ainda o uso de estereótipos, o que teria comprometido a complexidade das personagens centrais, além de problemas técnicos como direção considerada “frouxa”, trilha sonora desconexa e fotografia “lavada”. O autor conclui que o remake representa um "desserviço à memória de Gilberto Braga" e da teledramaturgia nacional.
Outro registro de destaque foi assinado por um usuário identificado como Thiago, que também atacou a condução da novela e solicitou a demissão da autora. Na crítica, apontou que a trama estaria “estragando um clássico”, mencionando inclusive insatisfação com a introdução do personagem Leonardo (Guilherme Magon), filho de Odete Roitman (Débora Bloch). A resposta da Globo veio por meio do serviço de atendimento do Globoplay, que respondeu a uma das queixas, agradecendo o feedback e informando que a manifestação havia sido registrada como sugestão de melhoria. A emissora não indicou mudanças na autoria ou na condução da obra. As demais reclamações, incluindo a repercutida por Feltrin, não receberam resposta pública.

## Trilha sonora
A emissora divulgou no dia 4 de abril, cinco dias após a estreia da novela, a trilha sonora oficial da trama, através de uma playlist no seu perfil oficial do Spotify:
- "Brasil", Gal Costa (tema de abertura)
- "Olha", Maria Bethânia (tema de Raquel e Ivan)
- "Faz Parte do Meu Show", Cazuza (tema de Afonso e Solange)
- "Dindi", Tom Jobim (tema de Rubinho)
- "Certas Coisas", Lenine part. Cristina Braga (tema de Heleninha)
- "Barato Total", Gal Costa (tema de Cecilia e Laís)
- "Isto Aqui O Que É", Caetano Veloso (tema de Raquel)
- "Gente", Xande de Pilares (tema do núcleo da Vila Isabel)
- "Quem Tem Um Amigo (Tem Tudo)", Emicida part. Zeca Pagodinho e Tokyo Ska Paradise Orchestra (tema de Aldeíde, Poliana e Consuelo)
- "Nossa Resenha", Os Garotin part. Caetano Veloso, Cupertino e Anchietx
- "Super Graphic Ultra Modern Girl", Chappell Roan (tema de Maria de Fátima)
- "I Lied, I'm Sorry", Chloe Qisha (tema de Maria de Fátima)
- "PIMP", Bacao Rhythm & Steel Band (tema de César)
- "La Fama", Rosalía e The Weeknd
- "Lonely Soul", UNKLE e Richard Ashcroft (tema de Tiago)
- "Chat Dans La Nuit", Dopamoon part. Romain Muller (tema de Odete Roitman)
- "Et Si Tu N’Existais Pas", Iggy Pop
- "Hourglass", Balthazar (tema de Afonso)
- "Lunch", Billie Eilish (tema de César)
- "Modern Love", Zaho de Sagazan (tema de Solange)
- "Nobody’s Soldier", Hozier (tema de Marco Aurélio)
- "Soltera", Shakira (tema de Maria de Fátima)